# アントニオ・カルロス・ジュニオール
アントニオ・カルロス・ジュニオール（Antônio Carlos Júnior、1990年3月16日 - ）は、ブラジルの男性総合格闘家。パライバ州ジョアンペソア出身。アメリカン・トップチーム所属。PFLライトヘビー級トーナメント2021王者。The Ultimate Fighter Brazil 3ヘビー級優勝。

## 来歴
15歳からブラジリアン柔術を始め、2013年に総合格闘技デビュー。

### The Ultimate Fighter
2014年、リアリティ番組「The Ultimate Fighter」のBrazil 3に参加。チェール・ソネン率いるチーム・ソネンに所属。ヘビー級トーナメント1回戦でエジガルジ・カスタルデリ・フィリョと対戦し、パンチでKO勝ち。準決勝でマルコス・ホジェリオ・ジ・リマと対戦し、リアネイキドチョークで一本勝ちを収め決勝進出を果たした。

### UFC
2014年5月31日、UFC Fight Night: Miocic vs. Maldonadoのヘビー級トーナメント決勝でヴィトー・ミランダと対戦し、3-0の判定勝ちを収め優勝を果たした。
2014年12月20日、ライトヘビー級転向初戦となったUFC Fight Night: Machida vs. Dollawayでパトリック・カミンズと対戦し、0-3の判定負けを喫した。
2015年6月27日、ミドル級転向初戦となったUFC Fight Night: Machida vs. Romeroでエディ・ゴードンと対戦し、リアネイキドチョークで一本勝ちを収めた。
2019年9月14日、UFC Fight Night: Cowboy vs. Gaethjeでミドル級ランキング12位のユライア・ホールと対戦し、1-2の判定負け。
2021年1月24日、UFC 257でミドル級ランキング14位のブラッド・タヴァレスと対戦し、0-3の判定負け。3連敗となり、UFCからリリースされた。

### PFL
2021年8月27日、PFL 9のライトヘビー級トーナメント準決勝でエミリアーノ・ソルディと対戦し、3-0の判定勝ち。
2021年10月27日、PFL 10のウェルター級トーナメント決勝でマルシン・ハムレットと対戦し、リアネイキドチョークで1R一本勝ち。トーナメント優勝を果たし、優勝賞金100万ドル（1億1300万円）を獲得した。

## 戦績
| 総合格闘技 戦績 | 総合格闘技 戦績 | 総合格闘技 戦績 | 総合格闘技 戦績 | 総合格闘技 戦績 | 総合格闘技 戦績 | 総合格闘技 戦績 |
| --------------- | --------------- | --------------- | --------------- | --------------- | --------------- | --------------- |
| 22 試合         | (T)KO           | 一本            | 判定            | その他          | 引き分け        | 無効試合        |
| 15 勝           | 0               | 11              | 4               | 0               | 0               | 2               |
| 5 敗            | 1               | 0               | 4               | 0               | 0               | 2               |

| 勝敗 | 対戦相手                         | 試合結果                             | 大会名                                                              | 開催年月日     |
| ○    | ブルース・ソウト                 | 5分3R終了 判定3-0                    | PFL 4                                                               | 2022年6月17日  |
| ○    | デラン・モンテ                   | 1R 0:29 ダースチョーク               | PFL 1                                                               | 2022年4月20日  |
| ○    | マルシン・ハムレット             | 1R 3:49 リアネイキドチョーク         | PFL 10 【2021年PFLライトヘビー級トーナメント決勝】                  | 2021年10月27日 |
| ○    | エミリアーノ・ソルディ           | 5分3R終了 判定3-0                    | PFL 9 【2021年PFLライトヘビー級トーナメント準決勝】                 | 2021年8月27日  |
| －   | ヴィニシウス・マガリャエス       | 1R 2:45 ノーコンテスト（ローブロー） | PFL 5                                                               | 2021年6月17日  |
| ○    | トム・ローラー                   | 1R 4:43 ギロチンチョーク             | PFL 2                                                               | 2021年4月29日  |
| ×    | ブラッド・タヴァレス             | 5分3R終了 判定0-3                    | UFC 257: Poirier vs. McGregor 2                                     | 2021年1月24日  |
| ×    | ユライア・ホール                 | 5分3R終了 判定1-2                    | UFC Fight Night: Cowboy vs. Gaethje                                 | 2019年9月14日  |
| ×    | イアン・ハイニッシュ             | 5分3R終了 判定0-3                    | UFC Fight Night: dos Anjos vs. Lee                                  | 2019年5月18日  |
| ○    | ティム・ボッシュ                 | 1R 4:28 リアネイキッドチョーク       | UFC on FOX 29: Poirier vs. Gaethje                                  | 2018年4月14日  |
| ○    | ジャック・マーシュマン           | 1R 4:30 リアネイキッドチョーク       | UFC Fight Night: Brunson vs. Machida                                | 2017年10月28日 |
| ○    | エリック・スパイスリー           | 2R 3:49 リアネイキッドチョーク       | UFC 212: Aldo vs. Holloway                                          | 2017年6月3日   |
| ○    | マーヴィン・ヴェットーリ         | 5分3R終了 判定3-0                    | UFC 207: Nunes vs. Rousey                                           | 2016年12月30日 |
| ○    | レオナルド・アウグスト・レレコ   | 3R 4:46 リアネイキドチョーク         | UFC Fight Night: Poirier vs. Johnson                                | 2016年9月17日  |
| ×    | ダニエル・ケリー                 | 3R 1:36 TKO（パウンド）              | UFC Fight Night: Hunt vs. Mir                                       | 2016年3月19日  |
| －   | ケビン・ケーシー                 | 1R 0:11 ノーコンテスト（アイポーク） | UFC Fight Night: Namajunas vs. VanZant                              | 2015年12月10日 |
| ○    | エディ・ゴードン                 | 3R 4:37 リアネイキドチョーク         | UFC Fight Night: Machida vs. Romero                                 | 2015年6月27日  |
| ×    | パトリック・カミンズ             | 5分3R終了 判定0-3                    | UFC Fight Night: Machida vs. Dollaway                               | 2014年12月20日 |
| ○    | ヴィトー・ミランダ               | 5分3R終了 判定3-0                    | UFC Fight Night: Miocic vs. Maldonado 【ヘビー級トーナメント 決勝】 | 2014年5月31日  |
| ○    | エドナウド・ノバエス             | 1R 4:16 腕ひしぎ十字固め             | Champion Fights 2: Salvador vs. Feira de Santana                    | 2013年10月26日 |
| ○    | ジェロニモ・オリベイラ           | 1R 1:41 肩固め                       | Imperium: MMA Pro 6                                                 | 2013年9月14日  |
| ○    | セリバウド・ペレイラ・ダ・シウバ | 1R 1:02 肩固め                       | Nordeste Jiu-Jitsu Association: Nordeste MMA 1                      | 2013年7月20日  |

## 獲得タイトル
- 世界柔術選手権 茶帯ペサード級 優勝（2010年）
- 世界柔術選手権 茶帯アブソルート級 優勝（2010年）
- 世界柔術選手権 黒帯ペサード級 3位（2011年）
- 世界柔術選手権 黒帯アブソルート級 3位（2012年）
- パンアメリカン柔術選手権 黒帯アブソルート級 優勝（2012年）
- The Ultimate Fighter Brazil 3 ヘビー級トーナメント 優勝（2014年）
- PFLライトヘビー級トーナメント 優勝（2021年）

## 表彰
- ブラジリアン柔術 黒帯